# ژی‌دی‌اس‌یو
ژی‌دی‌اس‌یو (انگلیسی: JDSU) شرکت تجهیزات مخابراتی آمریکایی است، که در سال ۱۹۹۹ تأسیس شد.